# Viktor Esbensen
Viktor Esbensen (11 de marzo de 1881 - 29 de enero de 1942) fue un marino y explorador noruego, conocido por explorar la región antártica junto con su suegro Carl Anton Larsen, tratando de ganarse la vida con la caza de ballenas. Fue asesinado en 1942, cuando su barco fue hundido en la Segunda Guerra Mundial.

## Carrera
Esbensen fue educado como primer oficial y maestro de barcos después de dejar la escuela secundaria. Fue uno de los fundadores originales del asentamiento de Grytviken, Georgia del Sur, junto con Carl Anton Larsen. Esbensen fue gerente de la Compañía Argentina de Pesca, que organizó la construcción de Grytviken, la primera estación ballenera terrestre en la Antártida que entró en funcionamiento el 24 de diciembre de 1904. La bahía de Esbensen lleva su nombre.
Tras el estallido de la Segunda Guerra Mundial, Esbensen asumió el cargo de Capitán del barco SS Bjørnvik. El buque escapó a la invasión alemana de Noruega el 9 de abril de 1940, llegó a Methil el 3 de abril y continuó en servicio en el Reino Unido y sus alrededores. En la mañana del 27 de enero de 1942, el barco estaba en camino de Newport a Fowey con un cargamento de combustible patentado, y se había unido a un convoy. Sin embargo, debido al mal tiempo, el barco perdió su convoy en la tarde del mismo día, y en la tarde del día siguiente fue repentinamente atacado y hundido por un avión alemán cerca de Falmouth, Inglaterra. Al ser golpeada por cinco bombas, la embarcación se hundió en medio minuto. La mayoría de su tripulación pereció, incluido Esbensen. Su fecha de muerte se registró el 29 de enero. Solo el primer oficial, un fogonero y un artillero sobrevivieron.